# Аккайин (Железинський район)
Аккайи́н (каз. Аққайың) — село у складі Железинського району Павлодарської області Казахстану. Входить до складу Железинського сільського округу.
Населення — 160 осіб (2021; 164 у 2009, 314 у 1999, 472 у 1989).
Національний склад станом на 1989 рік:
- казахи — 74 %.

До 2008 року село називалось Комаровка.